# Ceranesi
Ceranesi là một đô thị ở tỉnh Genova thuộc vùng Liguria, nằm ở vị trí cách khoảng 11 km về phía tây bắc của Genova. Tại thời điểm ngày 31 tháng 12 năm 2004, đô thị này có dân số 3.814 người và diện tích là 30,9 km².
Đô thị Ceranesi có các frazioni (đơn vị cấp dưới, chủ yếu là thôn làng) Ceranesi-Gaiazza, Geo, Livellato, San Martino Paravanico, và Torbi.
Đô thị Ceranesi có Đền thờ N.S. della Guardia, đền thờ Maria quan trọng nhất ở Liguria.
Ceranesi giáp các đô thị sau: Bosio, Campomorone, Genova.